# Stanislav Řezáč
Stanislav Řezáč, född 29 april 1973 i Jablonec nad Nisou, SR Tjeckien, Tjeckoslovakien, är en tjeckisk manlig längdskidåkare. Han har varit framgångsrik i långlopp sedan början av 2000-talet och är en mångfaldig deltagare i Vasaloppet. Han slutade på tredje plats i 2003, 2009, 2010, 2012 och 2015 års vasalopp. 2011 kom hans bästa placering hittills, en 2:a plats, en sekund bakom 2010 års vinnare Jörgen Brink som han förlorade mot i en spurtstrid.

## Meriter
- 3:a Nordenskiöldsloppet 2018
- 3:a Vasaloppet 2012
- 1:a Jizerská Padesátka 2012
- 1:a Ski Classics 2011
- 1:a Birkebeinerrennet 2011
- 2:a Vasaloppet 2011
- 2:a König Ludwig Lauf 2011
- 3:a Marcialonga 2011
- 3:a Jizerská Padesátka 2011
- 1:a Marcialonga 2005
- 3:a Vasaloppet 2003